# Reformierte Kirche Lengerich

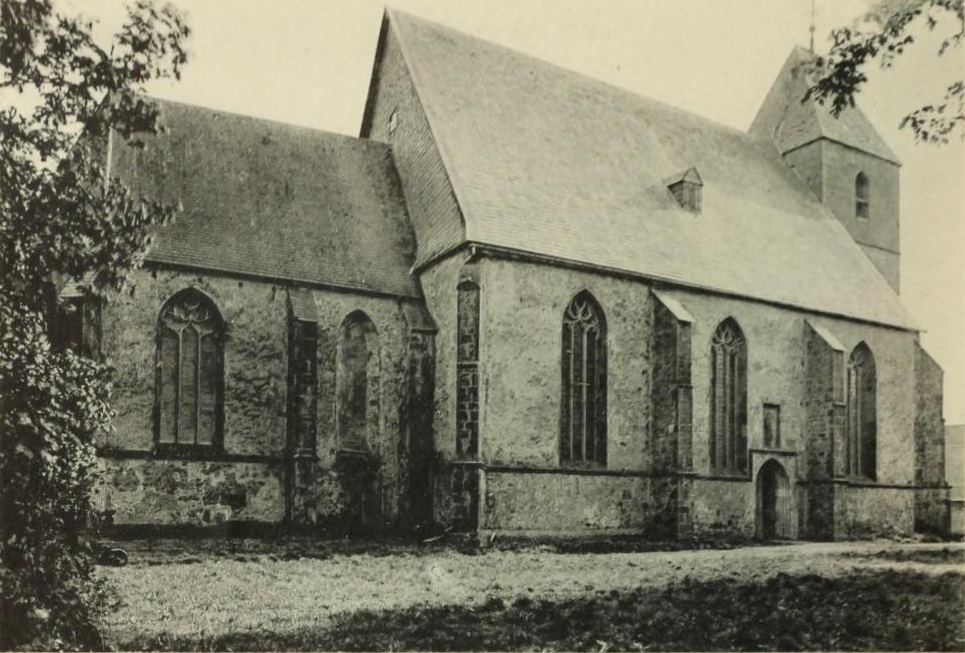
Lengerich, Reformierte Kirche (1919)

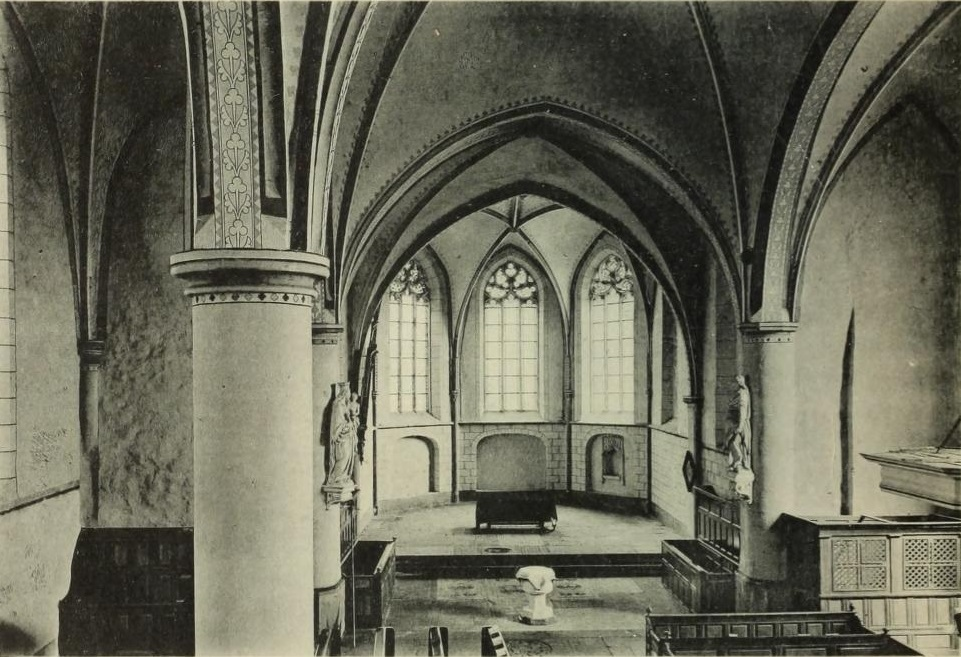
Inneres 1919, hier noch mit beidseitigem Chorgestühl

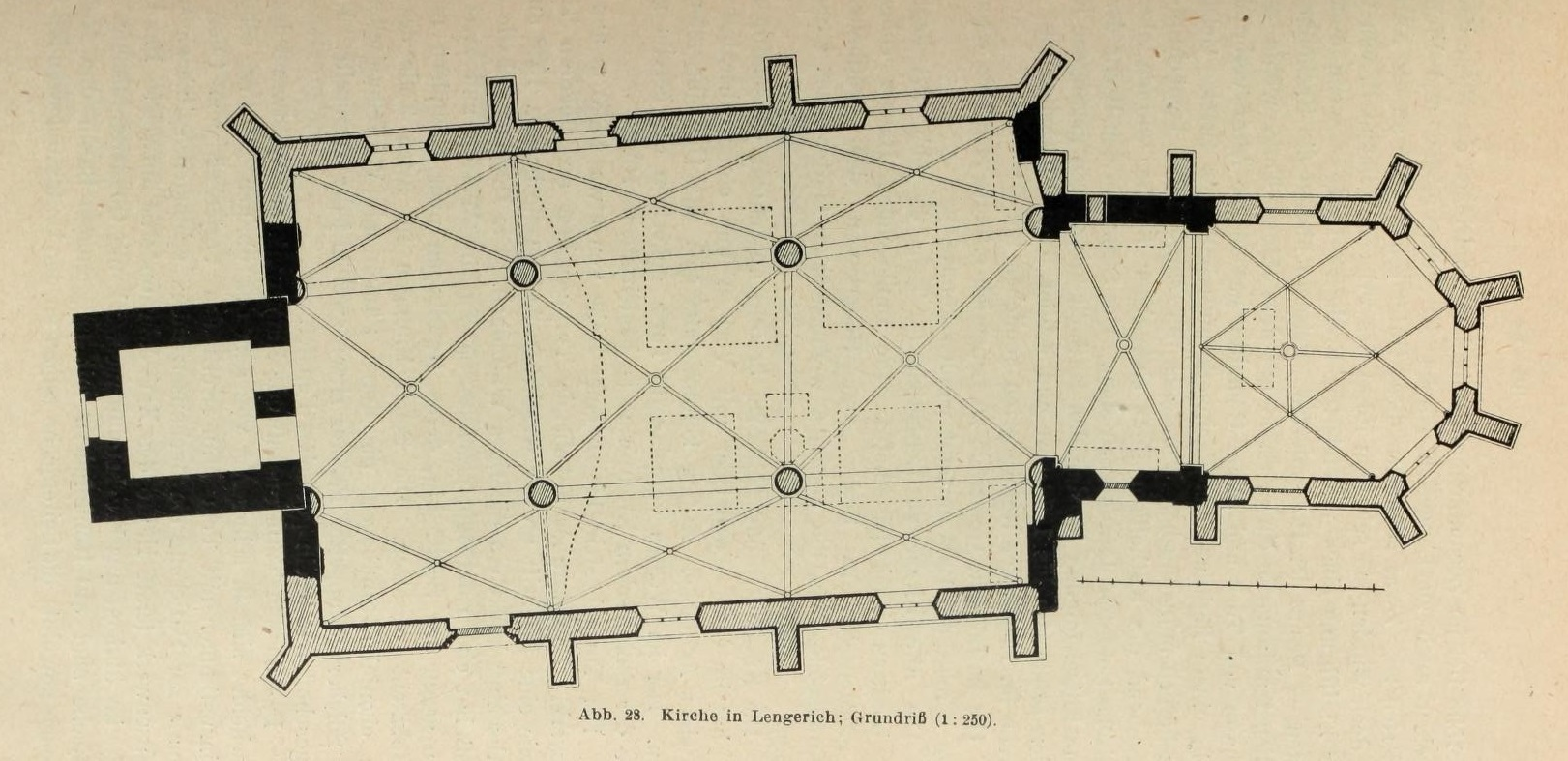
Grundriss

Die Reformierte Kirche in Lengerich ist eines der ältesten Kirchengebäude im Emsland. Bis zur Reformation war sie dem heiligen Benedikt geweiht, ein Patrozinium, das von der katholischen Kirche in Lengerich wieder aufgenommen wurde.

## Geschichte
In der Zeit nach 810 wurde hier auf einer leicht erhöhten Stelle durch die Besitzer von Burg Lengerich eine Fachwerkkapelle als Eigenkirche errichtet, die um das Jahr 1000 zu einer steinernen Kirche ausgebaut wurde.
Im Jahr 1269 tauschte Bernhard von Ahaus beim Kloster Werden den Vorgängerbau der Burg Lengerich mitsamt der Kirche gegen einen Hof bei Laer, wobei er der Kirche eine Hufe Eigenland übertrug. Dieses Land umfasste das Gelände der Kirche, der späteren Kirchenburg und des heutigen alten Sportplatzes an der Eichenallee. Damit wurde das Kloster Lehnsherr über die Kirche. Dieses behielt bis 1565 das Patronatsrecht über Pfarrei und Kirche, inklusive einer eigenen Eingangstür, einem Chorstuhl und einem Erbbegräbnis in der Kirche.
Der älteste Teil ist der um 1200 aus Feldstein errichtete Westturm mit Zwillingsfenstern als Schallluken, dem 1538 ein spätgotisches Geschoss aufgesetzt wurde. In diesem Zusammenhang wurde auch das Dach des Langhauses auf seine heutige Größe erhöht. Dieser Ausbau ist an der ehemaligen Dachkante im Mauerwerk und den unterschiedlichen Steinen des Turms gut zu erkennen.
Das heutige ebenfalls spätgotische Langhaus wurde ab 1480 oder 1490 errichtet und ist eine dreischiffige Hallenkirche. Durch Übernahme von Mauerresten des Vorgängerbaus ist es etwas schiefwinklig.

## Kirchenburg
Um das Jahr 1150 wurde die Kirche zur Kirchenburg Lengerich erweitert, in der sich neben dem Friedhof auch steinerne Kornspeicher befanden. An ihrer Außenmauer siedelten sich in jener Zeit Heuerlinge und Handwerker an. Der Verlauf des ehemaligen Mauerrings ist bis heute gut an der Bebauung abzulesen. Er verläuft in seiner südlichen Hälfte entlang der Frerener Straße. Der nördliche Teil der Mauer ist jedoch nahezu vollständig verschwunden. Anfang des 20. Jahrhunderts existierten an der nordöstlichen Ecke des Kirchenareals noch alte Fachwerkgebäude, welche die ungefähre Ausdehnung der Kirchenburg erahnen lassen.

## Ausstattung
In der Kirche befindet sich ein reich ornamentiertes romanisches Taufbecken aus Bentheimer Sandstein.

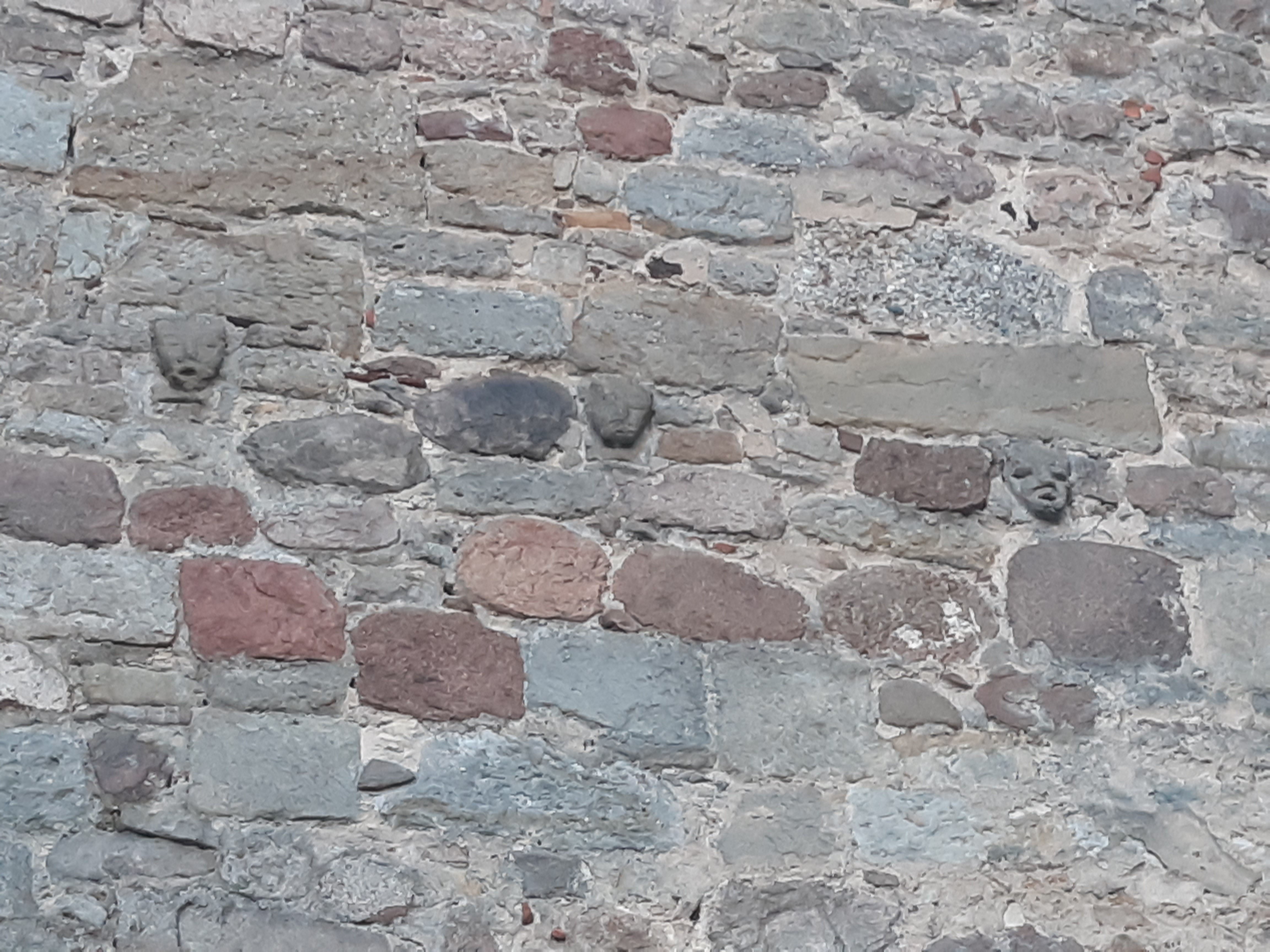
Drei steinerne, teilweise beschädigte Steinköpfe in etwa zehn Metern Höhe, die Geister darstellen sollen.

Bei Renovierungsarbeiten wurden zudem Wandgemälde freigelegt, die noch aus katholischer Zeit stammen. Sie wurden im Zuge der Reformation übermalt. Ein besonders prächtiges Bild befindet sich gegenüber dem heutigen Eingang an der Südseite des Langhauses. Es zeigt den heiligen Christophorus, der das Jesuskind auf seinen Schultern durch einen Fluss trägt. Auf einem weiteren Wandbild ist die Kreuzigungsszene dargestellt.
Im Bereich des Chors und des Altars befinden sich zahlreiche Grabplatten ehemaliger Priester und adeliger Bewohner der Burg Lengerich.
Die Kirchenbänke stammen noch aus der frühen Neuzeit.
An der Westseite der Kirche befinden sich auf beiden Seiten neben dem Turm jeweils drei als Hochrelief ausgeführte Steinköpfe. Sie stellen angeblich böse Geister dar, die andere aus Westen kommende böse Geister erschrecken und vertreiben sollen.